# Reggie Fils-Aimé
Reginald "Reggie" Fils-Aimé, född 25 mars 1961 i Bronx, var VD och Chief Operating Officer för Nintendo of America från 2003-2019, den nordamerikanska arbetsenheten av det Japan-grundade företaget Nintendo. Före hans befordran till VD och Chief Operating Officer var Fils-Aimé Executive Vice President of Sales and Marketing. Han vann ryktbarhet bland tv- och datorspelare till följd av hans medverkan på Nintendos presskonferens på E3 i maj 2004. Den 21 februari meddelade Fils-Aimé på Nintendo twitter-konto att han skulle gå i pension därmed avsluta sin position som president och ersättas av Doug Bowser.

## Biografi
Reggie Fils-Aimé föddes av haitiska invandrare som flyttade till USA på grund av Fils-Aimés motstridiga föräldrars föräldrars politiska åsikter. Han utexaminerade från Cornell University 1983 då han tog en Bachelor of Science i Applied Economics.

### Tidig karriär
Efter att han tagit sin examen tog Fils-Aimé anställning hos Procter & Gamble. Efter det tog han anställning som Senior Director of National Marketing på Pizza Hut, där han lanserade Bigfoot Pizza och The Big New Yorker.
Fils-Aimé arbetade som marknadsföringschef för Guinness i USA och var ansvarig för alla märken. Han arbetade även som Chief Marketing Officer på Derby Cycle Corporation där han styrde handel och marknadsföring för åtta märken. Fils-Aimé tjänstgjorde som Managing Director och övervakade Derbys brittiska verksamhet.
Han blev senare Senior Vice President för Panda Management Co. Senare blev han Senior Vice President på VH-1.

### Privatliv
Fils-Aimé var tidigare gift, men har skilt sig. Han är pappa till tre barn, varav en som nu infinner sig på Duke University. De andra två bor i Florida. Han har en flickvän som han haft länge, Stacey Sanner, som han träffade i hans tidigare karriär på VH-1. De bor i Seattle.

## Priser
- Clio Award
- AICP award för Advertising Excellence
- Silver Edison från American Marketing Institute
- 2 Gold EFFIEs från New York American Marketing Association
- Namngav en av de "Marketing 100" i Advertising Age 1998